# Teletrece (Ecuador)
Teletrece fue un canal de televisión abierta ecuatoriana, fundada el 1 de octubre de 1980 como Televisión Ecuatoriana Canal 13, de alcance local en la ciudad de Quito, y que emitió hasta el 31 de diciembre de 2006, mudando sus operaciones al canal 40 de UHF y cambiando su nombre a Canal Ecuador, para luego pasar a ser repetidora del desaparecido Canal UNO. Fue parte de la cadena Amarillo Azul y Rojo (Radio Nacional Espejo, Radio Melodía, Reloj, Onda Azul), bajo administración del empresario Gerardo Brborich, quien también cofundara en 1977 el canal Tele Nacional, posteriormente vendido y conocido como Gamavisión.

## Programación
Su primer eslogan fue El Canal que se amanece, en vista de haber sido la primera televisora nacional en transmitir continuamente durante 24 horas. Con una programación generalista, que entre las novedades de ese entonces incluyó la difusión de anime japonés, posteriormente adoptaría el sobrenombre de Su Canal Cultural, al enfocarse en difundir contenidos importados de Televisión Española y la productora alemana Transtel, así también como documentales cedidos por embajadas de diversos países.
En el 2002, el canal abandonó su programación habitual cultural enfocándose en contenidos de entretenimiento, especialmente de difusión de música popular ecuatoriana dentro de la franja denominada 10/10, hecho que marcaría el inicio del fin de la estación televisiva.

## Alianzas
- Asociación de Canales de Televisión del Ecuador
- Asociación de Canales Comunitarios y Regionales del Ecuador Asociados (CCREA)

## Espacios televisivos
- Videohit
- El fantasma del campanario
- Emisión de Rock
- Sabaditos
- Fama 24 Kilates
- Aquí Argentina
- Aventuras en el Bosque
- La pequeña Lulú
- Verano Azul
- Telematch
- Si lo sé no vengo
- Mazinger Z
- Kimba, el león blanco
- Angel, la niña de las flores
- Los Picapiedras
- El cajón de los juguetes
- Fábulas del verde bosque
- Nuestros Artistas
- 10/10